# 嚢胸下綱
嚢胸下綱 (のうきょうかこう、Ascothoracida) は、甲殻類に属する分類群で、すべて無脊椎動物の寄生虫である。宿主は棘皮動物や刺胞動物。
化石記録はないが、白亜紀のサンゴやウニから本種と考えられる生痕化石が見つかっている。

## 形態
幼生は一般的なキプリス幼生の形態であるが、蔓脚類と違って触角にセメント腺を持たない。宿主には触角の鉤爪で付着することになる。
成体雌は腹部・付属肢が消失し、背甲が肥大して樹状・褶状になる。体長は最小でサンゴカクレムシ科の1.5mm、最大でシダムシ属の16cm。雄は典型的な矮雄であり、成熟しても小型のままである。
Sinagogidaeに属する種の雌成体は幼生の構造をかなり維持しており、一部の種は別の宿主に泳いで移動することも可能である。これは祖先形質を維持していると考えられる。

## 生態
サンゴカクレムシ科の一部を除いて雌雄異体である。
Ulophysema oeresundenseはよく研究された種の一つで、生活環の一部が解明されている。宿主はオカメブンブクEchinocardium cordatumであり、雌のキプリス幼生はウニの生殖孔から侵入する。体腔に移動した雌はそこで成長し、成熟すると宿主の体壁に付着して孔を開ける。この孔から雄が侵入し、受精とキプリス幼生の放出が行われる。
Parascothorax synagogoidesはノルマンクモヒトデ Ophiophthalmus normaniを宿主とするが、寄生去勢が観察されている。
Waginella sandersiにエビヤドリムシ類が超寄生することが確認されている。

## 下位分類
分類はWoRMSによる。
キンチャクムシ目 Laurida Grygier, 1987
- キンチャクムシ科 Lauridae Gruvel, 1905 - 宿主：スナギンチャク目[4]
  - キンチャクムシ属 Baccalaureus Broch, 1929 - 12種
  - Laura Lacaze-Duthiers, 1865 - 3種
  - Polymarsypus Grygier, 1985 - 1種
  - Zoanthoecus Grygier, 1985 - 2種
- サンゴカクレムシ科 Petrarcidae Gruvel, 1905 - 宿主：イシサンゴ目[4]
  - Introcornia Grygier, 1983 - 2種
  - Petrarca Fowler, 1889 - 8種
  - Zibrowia Grygier, 1985 - 1種
- Sinagogidae Gruvel, 1905 - 宿主：ウミトサカ目・ツノサンゴ目・クモヒトデ綱・ウミユリ綱[4]
  - Cardomanica Lowry, 1985 - 3種
  - Flatsia Grygier, 1991 - 1種
  - Gorgonolaureus Utinomi, 1962 - 6種
  - Isidascus Moyse, 1983 - 1種
  - Sesillogoga Grygier, 1990 - 1種
  - Synagoga Norman, 1888 - 5種
  - Thalassomembracis Grygier, 1984 - 7種
  - Waginella Grygier, 1983 - 3種

シダムシ目 Dendrogastrida Grygier, 1987
- Ascothoracidae Grygier, 1987
  - Ascothorax Djakonov, 1914 - 8種
  - Parascothorax Wagin, 1964 - 1種 Parascothorax synagogoides
- Ctenosculidae Thiele, 1925 - 宿主：ヒトデ綱[4]
  - Ctenosculum Heath, 1910 - 1種
  - Endaster Grygier, 1985 - 1種
  - Gongylophysema Grygier, 1987 - 1種
- シダムシ科 Dendrogastridae Gruvel, 1905 - 宿主：ヒトデ綱・不正形ウニ[4]
  - Bifurgaster Stone & Moyse, 1985 - 3種
  - シダムシ属 Dendrogaster Knipovich, 1890 - 31種
  - Ulophysema Brattström, 1936 - 2種